# Mr. Bojangles (musikalbum)
Mr. Bojangles är countrymusikern Jerry Jeff Walkers debutalbum, utgivet 1968. Titellåten hade vissa framgångar på singellistan och blev ännu mera känd när Nitty Gritty Dirt Band några år senare gjorde en cover av den.
Cd-utgåvan av albumet innehåller även mono-singelversionen av "Mr. Bojangles" och b-sidan "Round and Round".

## Låtlista
Samtliga låtar skrivna av Jerry Jeff Walker.
1. "Gypsy Songman" - 2:27
2. "Mr. Bojangles" - 3:43
3. "Little Bird" - 4:37
4. "I Makes Money (Money Don't Make Me)" - 2:20
5. "Round and Round" - 3:30
6. "I Keep Changin'" - 2:15
7. "Maybe Mexico" - 2:20
8. "Broken Toys" - 3:26
9. "The Ballad of the Hulk" - 7:25
10. "My Old Man" - 5:30